# Carl Spannagel
Carl Spannagel (* 21. September 1897 in Münster; † 1. Februar 1986) war ein deutscher Komponist, Bratschist und Musikpädagoge.

## Leben und Werk
Carl Spannagel studierte zunächst von 1922 bis 1925 an der Universität Münster Germanistik und Musikwissenschaft. Er wirkte von 1926 bis 1927 als Korrepetitor in Münster und studierte dann an der Berliner Hochschule für Musik Bratsche und Komposition.
Seit 1933 war er als Bratschist und Komponist tätig. Er war Mitglied des Kammerorchesters von Michael Taube in Berlin, des Borries-Streichtrio und von 1935 bis 1945 des Orchesters des Deutschlandsenders in Berlin.
Von 1948 bis 1962 wirkte er als Dozent und Professor für Musiktheorie und Komposition an der Hochschule für Musik in Berlin.
Nach 1962 wirkte er als freiberuflicher Musiker.
Er schrieb Werke für Orchester wie das Concerto grosso für Streicher und Trompeten (1964), das Konzert für Bratsche und Kammerorchester (1964), das Konzert für Flöte und Orchester (1965) sowie Kammer- und Chormusik.